# Elezioni comunali in Umbria del 2016
Le elezioni comunali in Umbria del 2016 si sono tenute il 30 maggio (con ballottaggio il 6 giugno).

## Riepilogo sindaci eletti
Coalizione di centro-sinistra
     Coalizione di centro-destra
| Provincia | Comune            | Popolazione legale (censimento 2011) | Sindaco uscente | Sindaco uscente         | Sindaco eletto | Sindaco eletto           | Primo turno | Primo turno | Secondo turno | Secondo turno | Seggi   |
| Provincia | Comune            | Popolazione legale (censimento 2011) | Sindaco uscente | Sindaco uscente         | Sindaco eletto | Sindaco eletto           | Voti        | %           | Voti          | %             | Seggi   |
| --------- | ----------------- | ------------------------------------ | --------------- | ----------------------- | -------------- | ------------------------ | ----------- | ----------- | ------------- | ------------- | ------- |
| Perugia   | Assisi            | 28 147                               |                 | Antonio Lunghi (Ind.)   |                | Stefania Proietti (Ind.) | 4 089       | 26,32       | 7 033         | 53,81         | 10 / 16 |
| Perugia   | Città di Castello | 40 287                               |                 | Luciano Bacchetta (PSI) |                | Luciano Bacchetta (PSI)  | 11 852      | 53,18       | —             | —             | 15 / 24 |

## Perugia

### Città di Castello
|                               | Luciano Bacchetta ✔️ Sindaco | 11 852               | 53,18 | Partito Democratico | 6 248  | 29,33 | 8  |  |  |
| Partito Socialista Italiano   | Luciano Bacchetta ✔️ Sindaco | 11 852               | 53,18 | 4 587               | 21,54  | 6     |    |  |  |
| La Sinistra per Castello      | Luciano Bacchetta ✔️ Sindaco | 11 852               | 53,18 | 964                 | 4,53   | 1     |    |  |  |
| Totale liste                  | Luciano Bacchetta ✔️ Sindaco | 11 852               | 53,18 | 11 799              | 55,39  | 15    |    |  |  |
|                               | Nicola Morini                | 6 706                | 30,09 | Lega Nord           | 2 494  | 11,71 | 2  |  |  |
| Tiferno Insieme               | Nicola Morini                | 6 706                | 30,09 | 1 568               | 7,36   | 1     |    |  |  |
| Fratelli d'Italia             | Nicola Morini                | 6 706                | 30,09 | 1 186               | 5,57   | 1     |    |  |  |
| Forza Italia                  | Nicola Morini                | 6 706                | 30,09 | 880                 | 4,13   | 1     |    |  |  |
| Seggio di coalizione          | Seggio di coalizione         | Seggio di coalizione | 30,09 | 1                   |        |       |    |  |  |
| Totale liste                  | Nicola Morini                | 6 706                | 30,09 | 6 128               | 28,77  | 5     |    |  |  |
|                               | Roberto Colombo              | 2 009                | 9,01  | Castello Cambia     | 1 789  | 8,40  | 1  |  |  |
| Seggio di coalizione          | Seggio di coalizione         | Seggio di coalizione | 9,01  | 1                   |        |       |    |  |  |
|                               | Marco Gasperi                | 1 558                | 6,99  | Movimento 5 Stelle  | 1 450  | 6,81  | –  |  |  |
| Seggio di coalizione          | Seggio di coalizione         | Seggio di coalizione | 6,99  | 1                   |        |       |    |  |  |
|                               | Giovanni Zangarelli          | 162                  | 0,73  | La Rinascita        | 134    | 0,63  | –  |  |  |
| Totale                        | Totale                       | 22 287               | 100   |                     | 21 300 | 100   | 24 |  |  |
|                               |                              |                      |       |                     |        |       |    |  |  |
| Schede bianche                | Schede bianche               | 157                  | 0,68  |                     |        |       |    |  |  |
| Schede nulle                  | Schede nulle                 | 563                  | 2,45  |                     |        |       |    |  |  |
| Votanti                       | Votanti                      | 23 007               | 70,85 |                     |        |       |    |  |  |
| Elettori                      | Elettori                     | 32 473               |       |                     |        |       |    |  |  |
|                               |                              |                      |       |                     |        |       |    |  |  |
| Fonte: Ministero dell'interno |                              |                      |       |                     |        |       |    |  |  |